# روس هاتشينز
روس هاتشينز (بالإنجليزية: Ross Hutchins)‏ مواليد 22 فبراير 1985 في لندن، هو لاعب كرة مضرب إنجليزي سابق بدأ مسيرته كمحترف سنة 2002 وكان يلعب باليد اليمنى، اعتزل اللعب في 13 سبتمبر 2014. أعلى تصنيف له في الفردي كان المركز الـ 559 في سنة 2006. أعلى تصنيف له في الزوجي كان المركز الـ 26 في سنة 2012. سبق أن شارك في دورة الألعاب الأولمبية الصيفية.

## الميداليات
| الميدالية | المسابقة                  |
| --------- | ------------------------- |
| فضية      | دورة ألعاب الكومنولث 2010 |

## روابط خارجية
- روس هاتشينز على موقع رابطة محترفي التنس (الإنجليزية)
- روس هاتشينز على موقع الاتحاد الدولي لكرة المضرب (الإنجليزية)
- روس هاتشينز على موقع كأس ديفيز (الإنجليزية)
- روس هاتشينز على موقع خلاصة التنس.كوم (الإنجليزية)
- روس هاتشينز على موقع إي إس بي إن.كوم (الإنجليزية)
- روس هاتشينز على موقع أوليمبيديا (الإنجليزية)
- روس هاتشينز على موقع اللجنة الأولمبية البريطانية (الإنجليزية)
- روس هاتشينز على موقع اتحاد ألعاب الكومنولث (مؤرشف) (الإنجليزية)